# Diplocentrus steeleae
Espèce
Diplocentrus steeleae est une espèce de scorpions de la famille des Diplocentridae.

## Distribution
Cette espèce est endémique du Chiapas au Mexique. Elle se rencontre vers La Victoria.

## Description
Le mâle holotype mesure 25 mm.

## Étymologie
Cette espèce est nommée en l'honneur de June M. Steele.

## Publication originale
- Stockwell, 1988 : Six new species of Diplocentrus Peters from Central America (Scorpiones, Diplocentridae). Journal of Arachnology, vol. 16, no 2, p. 153-175 (texte intégral).